# Gifthätting
Gifthätting (Galerina marginata, svenskt nylatinskt uttal IPA /galɛˈriːna margiˈnɑːta/)
är en dödligt giftig svampart.

## Beskrivning
Eftersom gifthätting är en förväxlingssvamp till föränderlig tofsskivling beskrivs den bäst genom jämförelse med den arten. Man ser den tydliga skillnaden att gifthätting har en fot som är täckt av tunna lodräta vita fibrer som försvinner vid tumning, medan föränderlig tofsskivling har bruna utstående fjäll på foten nedanför ringen. Gifthätting har även svagt mjölaktig doft, medan föränderlig tofsskivling doftar mer angenämt.
Gifthätting är dödligt giftig och innehåller amatoxin, samma gift som finns i vit flugsvamp och lömsk flugsvamp, i lägre halt men ändå livsfarligt.

### Undvikande av gifthätting
Det allmänna rådet är att enbart vidröra och plocka svamp, som man är säker på. För gifthätting tillkommer rådet, att låta bli svampar som har brun hatt och bruna skivor (lameller).

## Utbredning och systematik

### Utbredning
Arten är reproducerande i Sverige. Den växer i hela Sverige.
Den är vitt spridd på norra halvklotet, i Nordamerika, Europa, Japan, Iran Asiens fastland, och Kaukasus. I Nordamerika växer den norrut till barrskogsbältet i Kanada och i subarktiska och arktiska habitat i Labrador, och söderut till Jalisco i Mexiko. Den växer även i Australien.

### Underarter
Inga underarter finns listade i Catalogue of Life.

### Besläktade arter och högretaxa
Enligt Catalogue of Life ingår Gifthätting i släktet Galerina,  och familjen Strophariaceae, men enligt Dyntaxa är tillhörigheten istället släktet Galerina,  och familjen buktryfflar.

## Ekologi

### Habitat och biotop
Gifthätting växer på murken barrved (även lövved), bland annat barkningsplatser, motionsslingor och i rabatter.

## Forsknings‑ och nomenklaturhistoria
Gifthättingen beskrevs först av August Johann Georg Karl Batsch, och fick sitt nu gällande namn av Robert Kühner 1935. 

## Artnamnetsetymologioch trivialnamn

### Vetenskapligaartnamnetsetymologi
Släktnamnet Galerina betyder ”hjälmlik”, av latinets galea (IPA /ˈɡa.le.a/, [ˈɡäɫ̪eä]), troligen från grekiska γαλέη (vessla, mård); betydelseutvecklingen vore då att skinnet som hjälmen gjordes av komme att beteckna hjälmen.
Artepitetet marginata (maskulinum marginatus) betyder ”försedd med kant”.

### Trivialnamn
Det svenska trivialnamnet gifthätting rekommenderas av Artdatabanken, och uttränger tidigare synonymer som ”strimmig tofsskivling”

## Status och hot
Gifthättingen är livskraftig i Sverige.

## Bilder

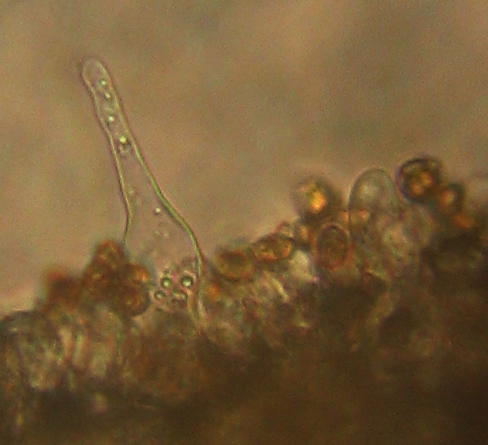
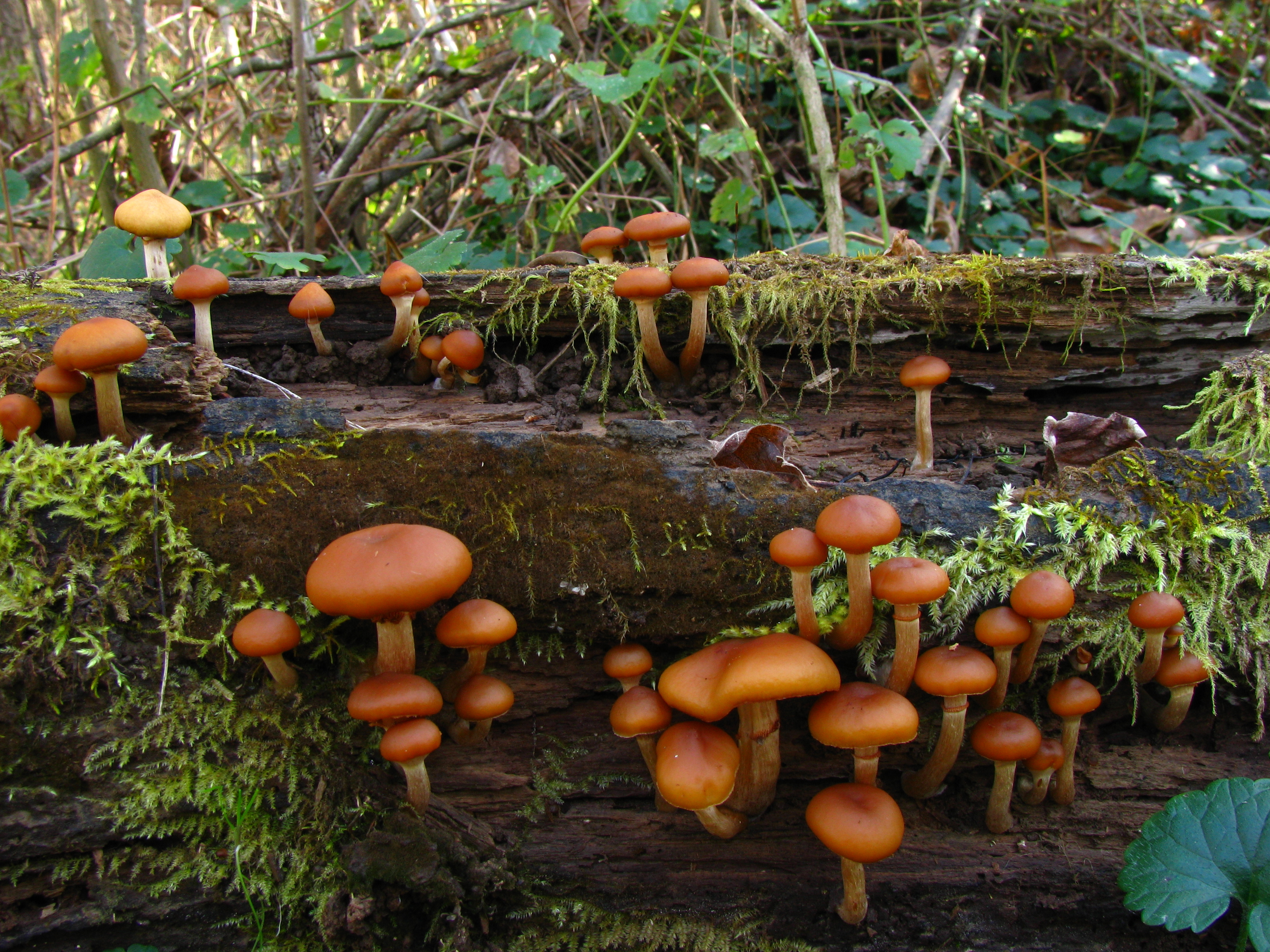
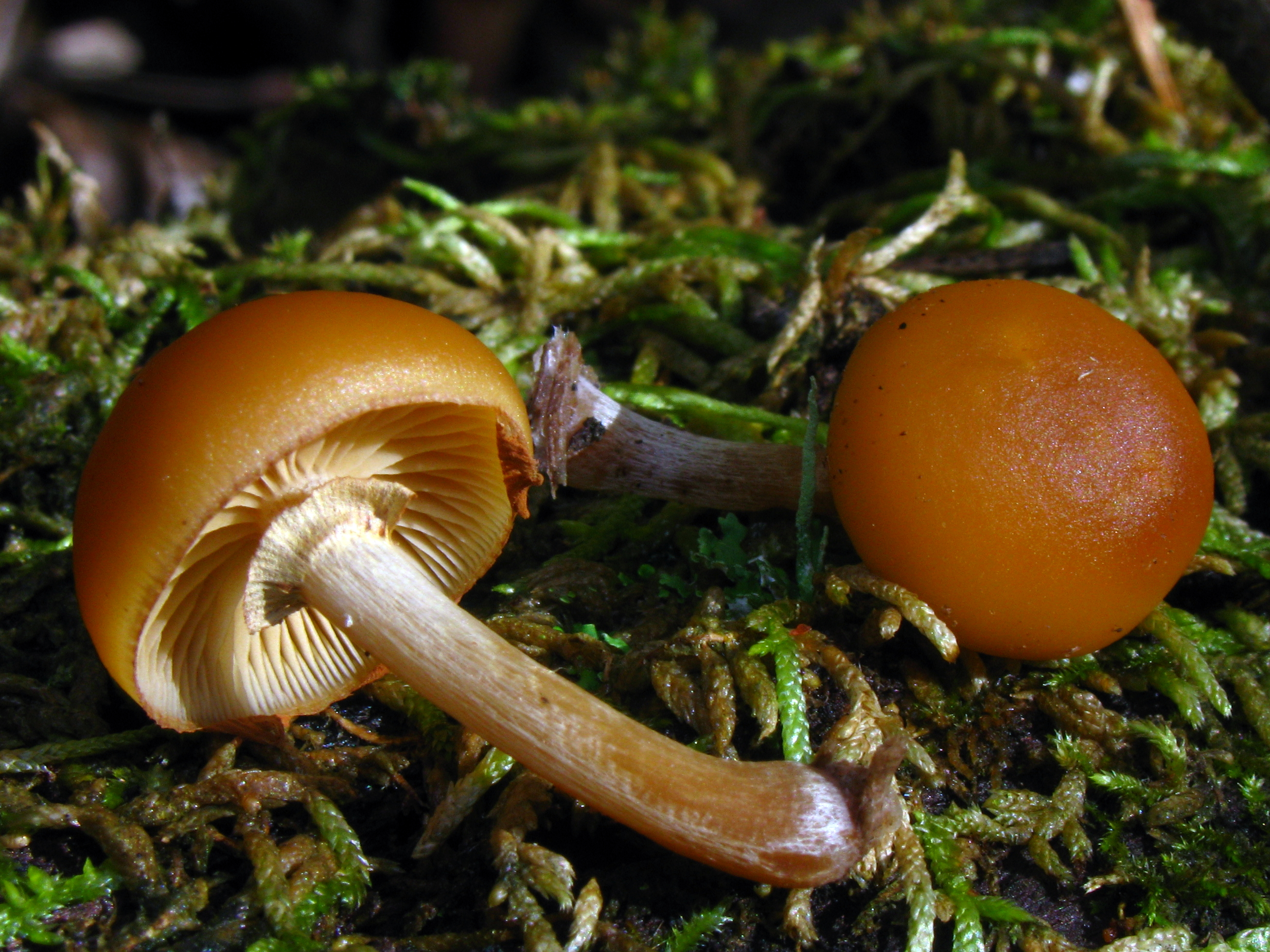
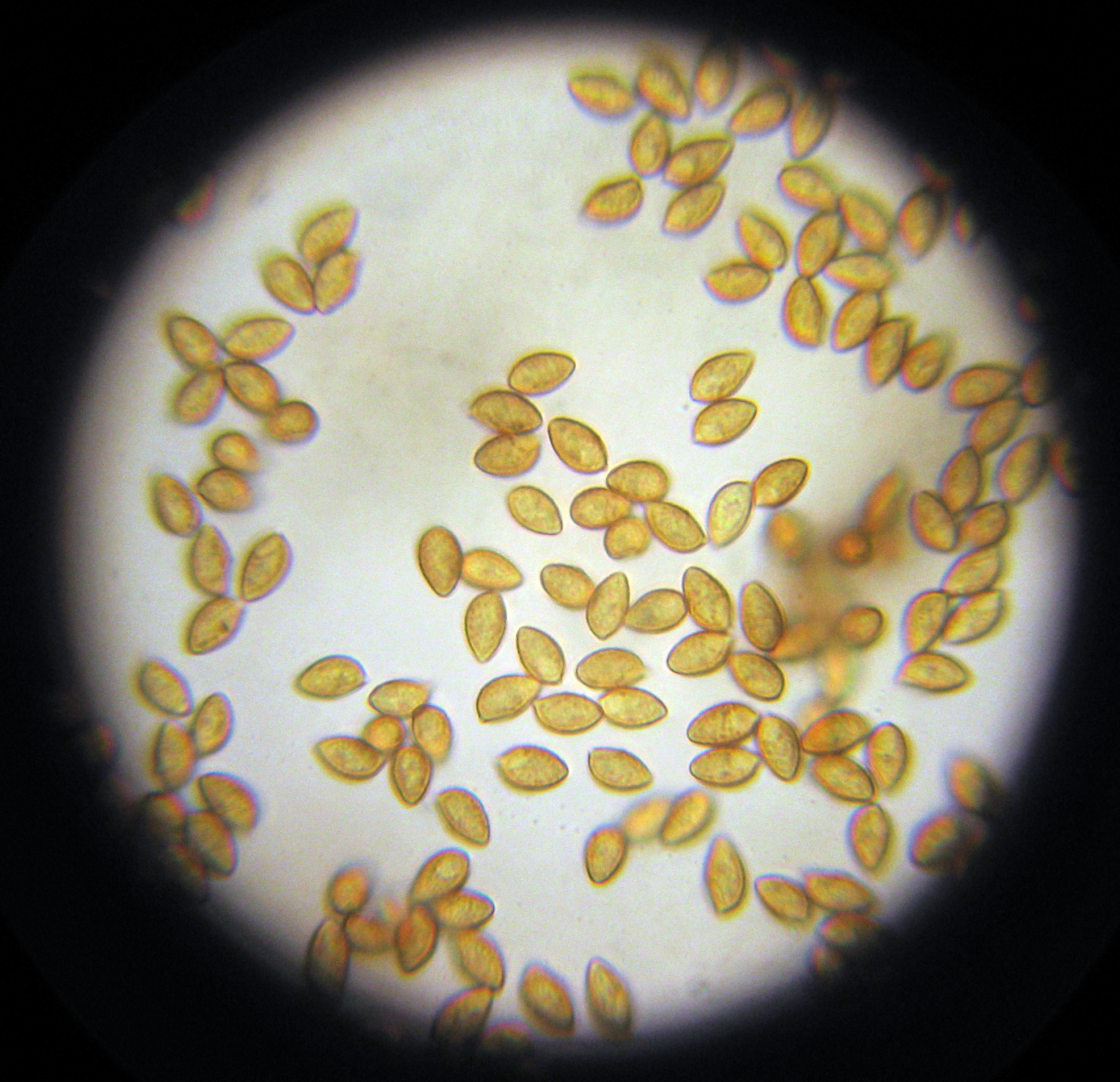
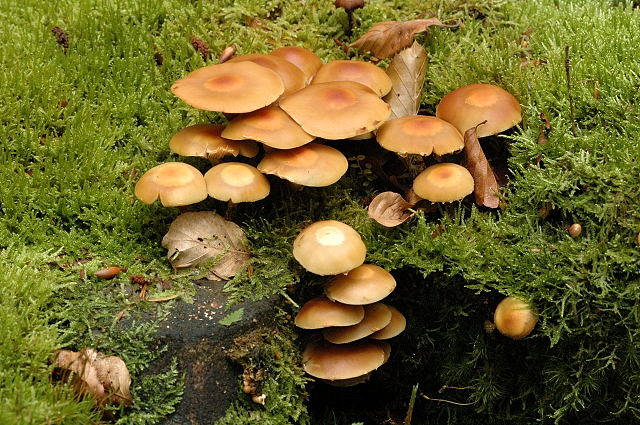
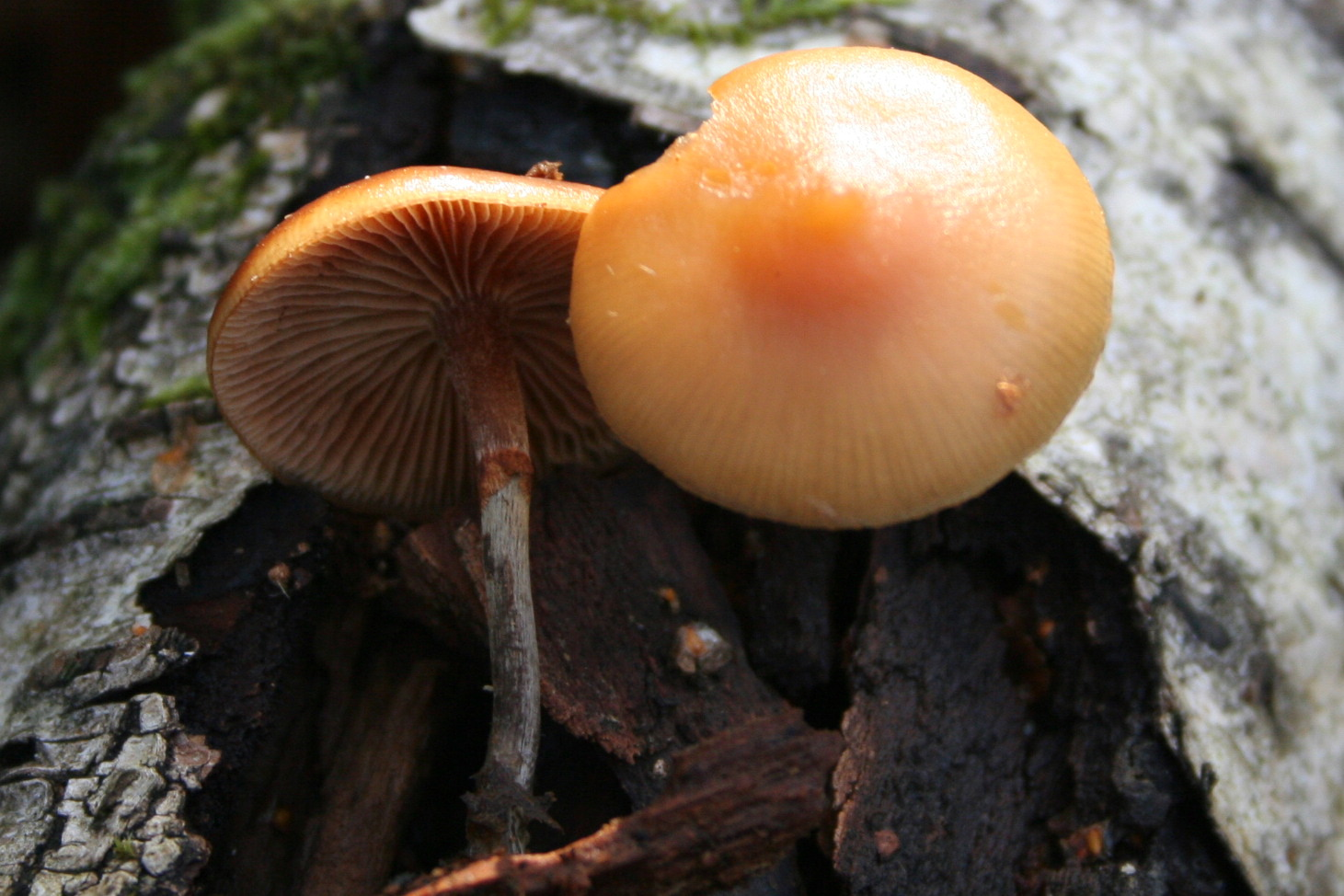
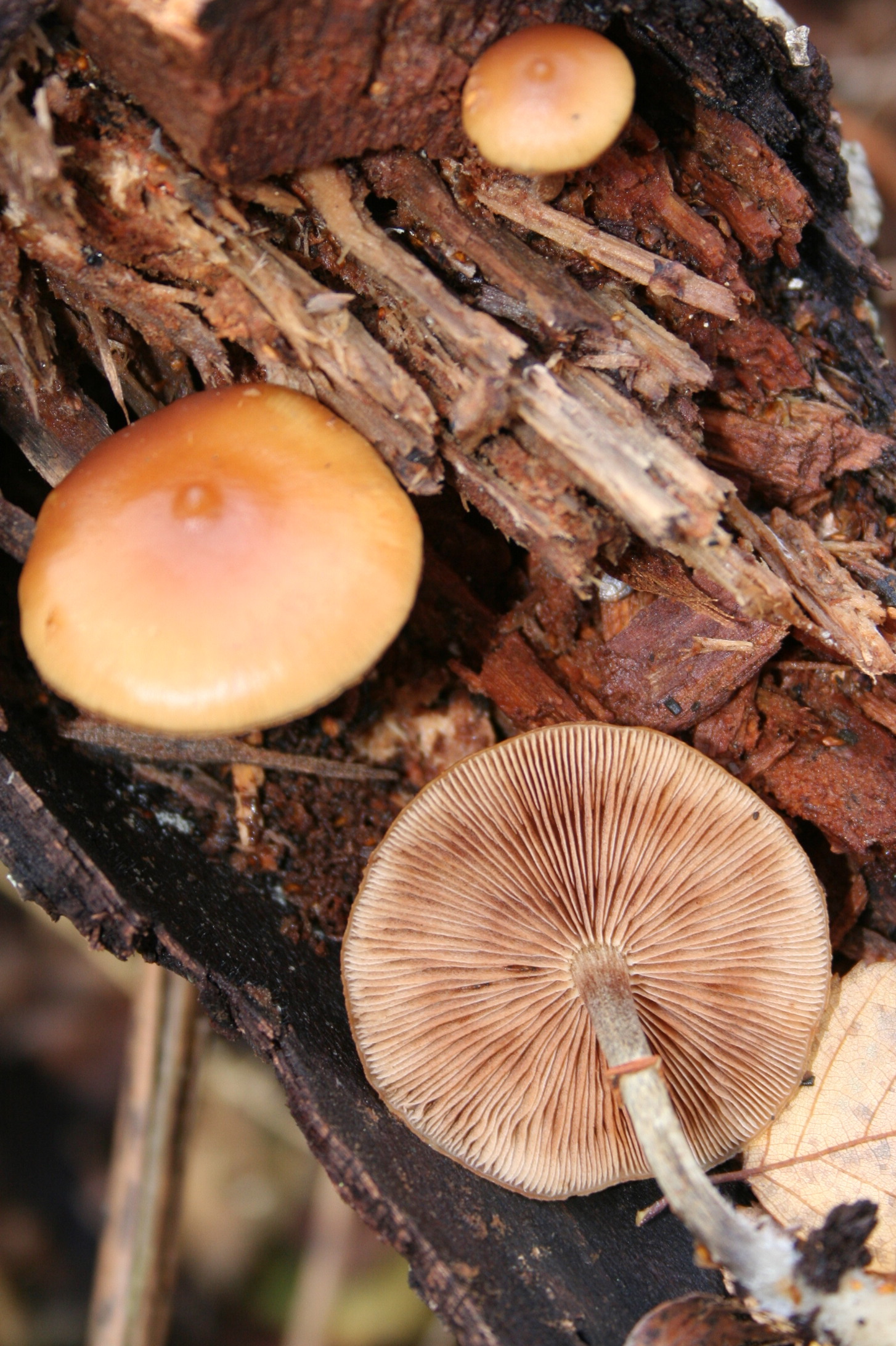
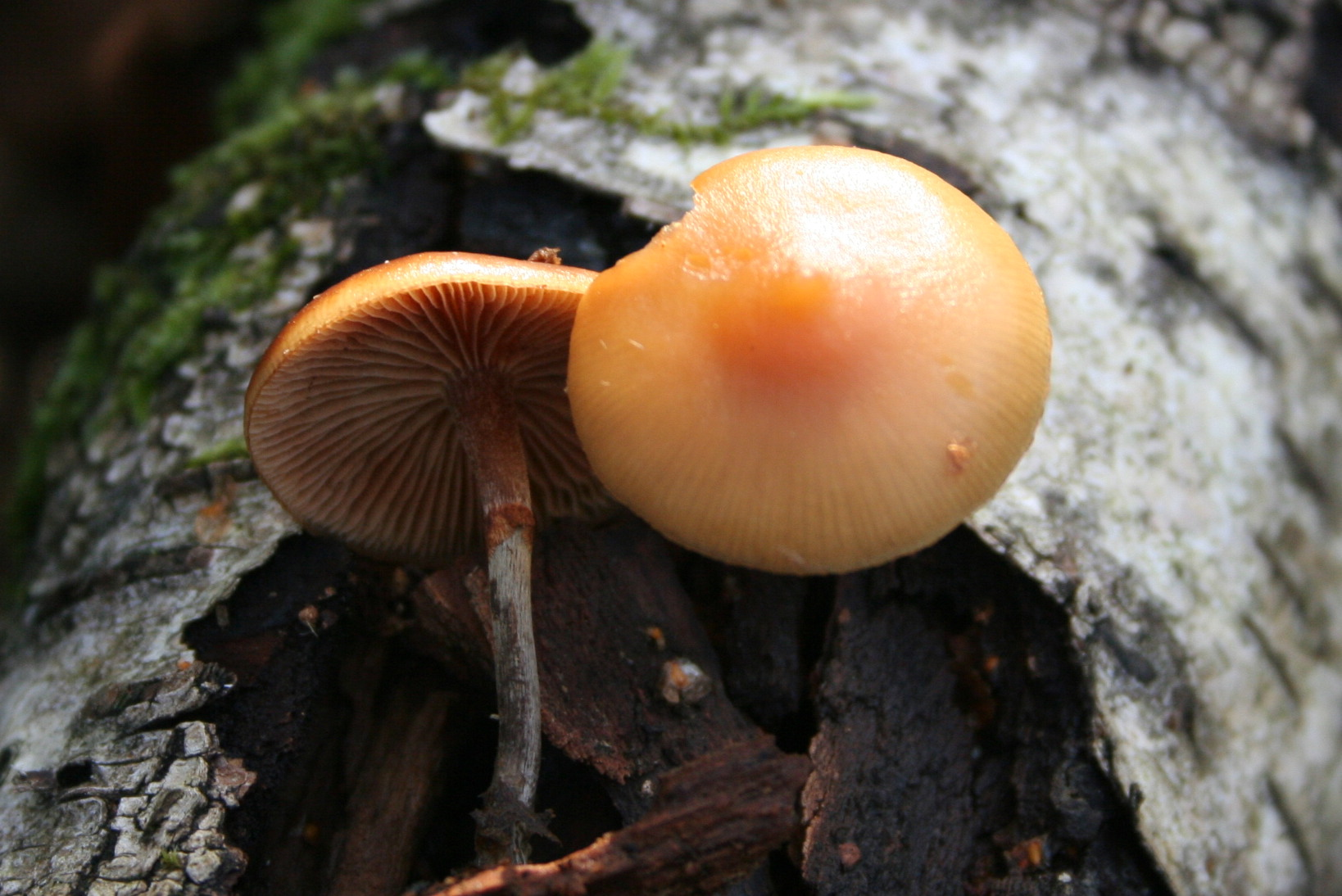